# Казанцев, Леонид Николаевич
Леонид Николаевич Казанцев (1854, Ярославль — 19 сентября [1 октября] 1896, Киев) — российский юрист-правовед, исследователь проблем правовой науки, профессор права киевского Университета Св. Владимира.

## Биография
Родился в 1854 году в Ярославле в семье обер-офицера.
Первоначальное образование получил в Ярославском приходском, а потом и уездном училище. Позже продолжил своё образование в Ярославской гимназии (1864—1873) и Демидовском юридическом лицее (1875—1877), где «окончил курс со степенью кандидата прав». В 1878 году поступил в Московский университет на филологический факультет, но оставил его в связи с тем, что был номинирован стипендиатом Демидовского юридического лицея на звание профессора.
В 1880 году был командирован в Киевский университет для сдачи экзамена на степень магистра. В 1881 году после защиты магистерского сочинения «Учение о представительстве» был удостоен звания приват-доцента по кафедре римского права; затем был профессором римского права.
Умер в Киеве 9 (21) сентября 1896 года.